# 湊村 (福島県)
湊村（みなとむら） は、福島県にかつて存在した村。北会津郡に属していた。現在は会津若松市の一部であり、当項目では現在の会津若松市湊町についても述べる。

## 沿革
- 1875年（明治8年）8月12日 - 西田面村、永伊村、上馬渡村および下馬渡村が合併し共和村となったほか、赤井村、笹山村および原新田村が合併して赤井村、崎川村と中田村が合併して静潟村、東田面村と経沢村が合併して平潟村となった。
- 1889年（明治22年）4月1日 - 町村制が施行され、北会津郡赤井村、共和村、原村、静潟村および平潟村が合併し、湊村が成立した。
- 1947年（昭和22年）8月18日 - 村内に昭和天皇の戦後巡幸。猪苗代湖の湖面低下施設などを視察[1]。
- 1955年（昭和30年）1月1日 - 当時の若松市に編入され、廃止された。
  - 以後、旧湊村は会津若松市湊町となる。

## 現在
現在の会津若松市東部にあたり、農村集落のほか、水田、山林などが広がり、猪苗代湖に面している。国道294号、福島県道374号東山温泉線、福島県道376号湖南湊線が経由している。県立高校の普通科学区については隣接している郡山市湖南町に所在する福島県立湖南高等学校への進学利便のために会津若松市内で唯一県中学区と会津学区の共通学区とされている。

### 自然
- 背炙山
- 材木山
- 早坂山
- 沢山
- 金山
- 日橋川
- 猪苗代湖
  - 小石ヶ浜
  - 中田浜
  - 崎川浜
- 吉ヶ平ダム
- 赤井谷地沼野植物群落（国の天然記念物）

### 史跡・神社・寺院など
- 笹山原神社
- 須佐乃男神社
- 山神社
- 荒脛巾神社
- 羽山神社
- 諏訪神社
- 熊野神社
- 天子神社
- 白籏八幡神社
- 鬼渡神社
- 守屋神社
- 稲荷神社
- 園福寺
- 正福寺 (会津若松市)
- 興泉寺
- 子安観音

### 学校
- 会津若松市立湊小学校
- 会津若松市立湊中学校

### 施設
- 会津レクリエーション公園
- 背炙山公園

## 主要地区
主要地区の現況を述べる。

### 共和
湊町中部の地区。国道294号が地区を縦貫している。東部は農地、西部は山地などが広がる。地区内に、市立湊小学校、湊中学校がある。また、背炙山公園の東側の一部が地区に含まれる。地区内に、西田面、上馬渡、下馬渡、熊野鼻、刈上場などの集落がある。

### 赤井
湊町北部の地区。国道294号が地区を縦断するように通過している。また、西部は山地などが広がるほか、東部は農地などが広がり、猪苗代湖にも面している。加えて、小石ヶ浜、赤井谷地沼野植物群落、会津レクリエーション公園がある。地区内に、赤井、四ッ谷などの集落がある。

### 原
湊町南部の地区。国道294号が地区を縦断するように通る。山地、農地などが広がり、吉ヶ平ダムがある。原、高坂、田代などの集落がある。

### 静潟
湊町東部の地区。福島県道376号湖南湊線が通るほか、猪苗代湖に面しており、中田浜、崎川浜がある。また、鵜ノ浦、沼上、居穴、切ノ草、浜などの集落がある。

### 平潟
湊町南部の地区。国道294号が通る。また、猪苗代湖に面しているほか、山地などが広がる。東田面、経沢、堰場などの集落がある。